# Matéria orgânica
Matéria orgânica é o conjunto de compostos químicos formados por moléculas orgânicas encontradas em ambientes naturais sendo eles terrestres ou aquáticos. A matéria orgânica é geralmente heterogênea e composta por restos de animais e vegetais e de seus resíduos lançados no ambiente. Ela exerce uma função indispensável na natureza, servindo como fonte de alimento para organismos vivos e como elo de ligação entre diversos ciclos biogeoquímicos. Essa matéria pode ser transportada entre ambientes terrestres e aquáticos e normalmente passa por processos de reciclagem e/ou degradação. Microorganismos desempenham um papel fundamental na reciclagem da matéria orgânica, seja em solo, sedimento ou na coluna de água de corpos aquáticos. A entrada da matéria orgânica de origem antrópica no meio aquático aumenta significativamente a quantidade de nutrientes disponíveis, causando um desequilíbrio nos processos fotossintéticos e respiratórios. Isso pode desencadear problemas ambientais, como eutrofização, hipoxia e poluição.

## Composição
De uma forma geral, as moléculas orgânicas contêm os elementos carbono (C) e hidrogênio (H) unidos por ligações covalentes. Carbono é o constituinte mais abundante da matéria orgânica, representando aproximadamente 45-55% de sua massa. Outros elementos relevantes constituintes da matéria orgânica incluem o oxigênio (O) e o nitrogênio (N). fósforo (P), enxofre (S), potássio (K) e outros elementos menos comuns compreendem menos de 1% da massa total da matéria orgânica viva. Em estudos ambientais, a maneira mais efetiva de quantificar a matéria orgânica em uma amostra é a partir da determinação de carbono orgânico, considerando que o carbono orgânico representa aproximadamente metade da massa da matéria orgânica em uma amostra natural complexa. Os métodos mais empregados na determinação da matéria orgânica são semi-quantitativos.
| Elemento   | Massa (%) |
| ---------- | --------- |
| Carbono    | 45-55     |
| Oxigênio   | 35-45     |
| Hidrogênio | 3-5       |
| Nitrogênio | 1-4       |
| Outros     | < 2       |

## Origem
A matéria orgânica pode ter origem natural ou artificial. Os compostos orgânicos naturais são oriundos de organismos vivos e seus processos biológicos, tais como: excreção, secreção e morte, partes de indivíduos ou indivíduos inteiros. As moléculas essenciais para as funções vitais dos seres vivos - como carboidratos, lipídios e proteínas - são moléculas orgânicas de origem natural. Os compostos orgânicos produzidos pelo homem e que não são encontrados na natureza - como plásticos, anabolizantes (hormônios sintéticos) e princípios ativos de detergentes - tem origem artificial.

## Classificação da matéria orgânica
A matéria orgânica pode ser classificada das seguintes formas:

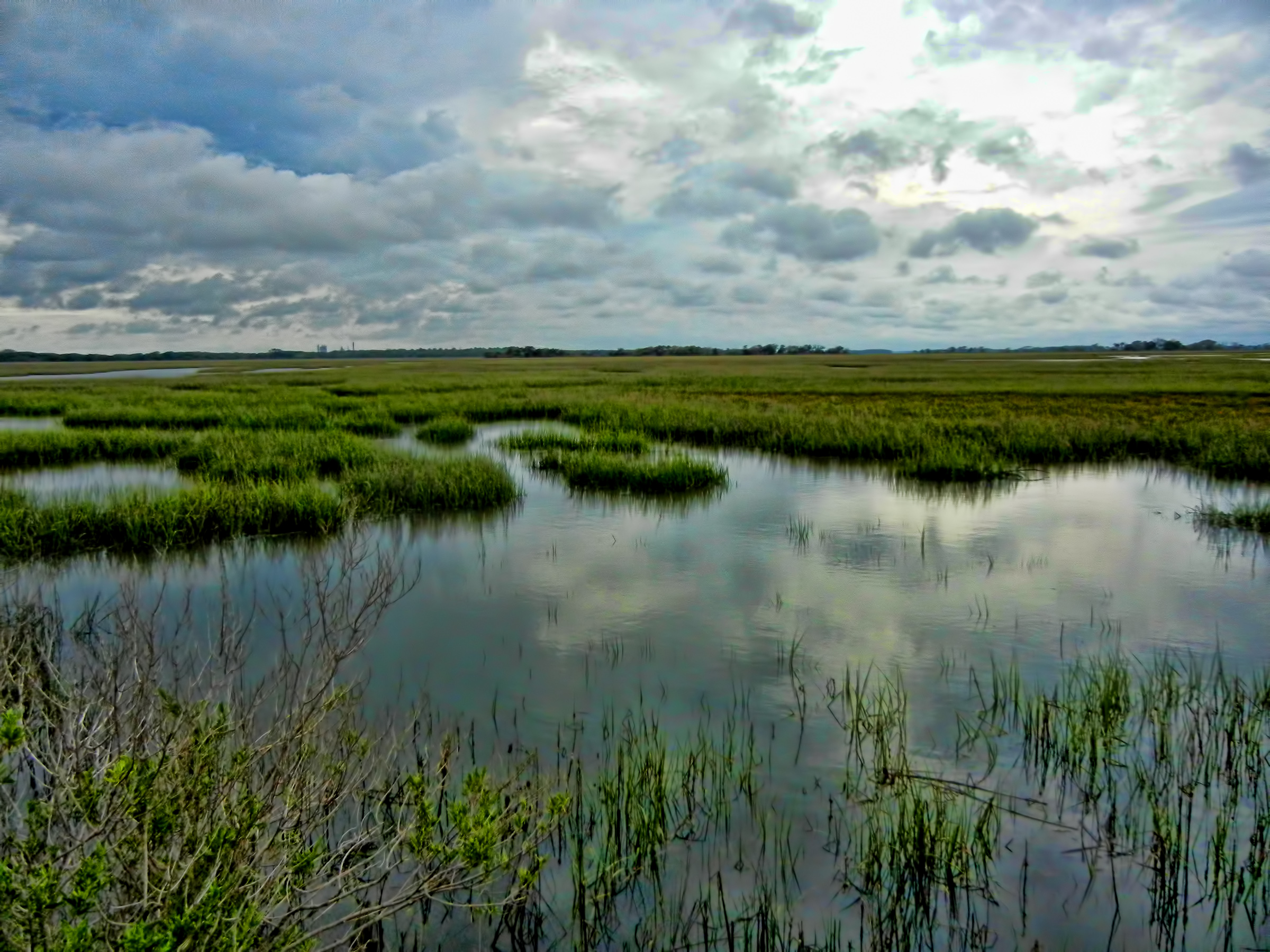
Gramíneas submersas representam fonte autóctone de matéria orgânica em um sistema aquático

### Autóctone/alóctone
A matéria orgânica pode ser classificada em alóctone e autóctone conforme o local onde foi produzida. Matéria orgânica autóctone é aquela proveniente de uma fonte dentro do próprio sistema, enquanto matéria orgânica alóctone é aquela que foi produzida fora do sistema e transportada para dentro do mesmo.

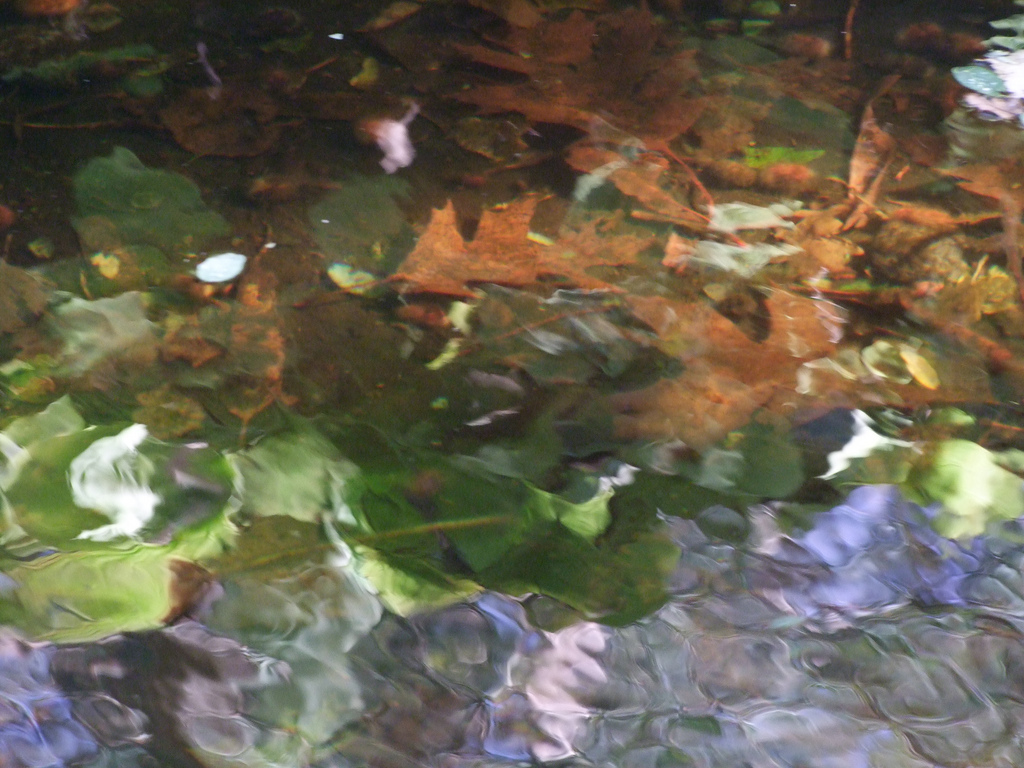
Folhas de plantas terrestres em decomposição representam fonte alóctone de matéria orgânica em um sistema aquático

### Viva/morta
Os seres vivos representam a matéria orgânica viva, enquanto inúmeros produtos de excreção e restos mortais de organismos representam a matéria orgânica morta.

### Dissolvida/particulada
Essa classificação da matéria orgânica refere-se a matéria orgânica encontrada no meio aquático. Por definição operacional, a matéria orgânica particulada inclui o material que fica retido em uma membrana com porosidade nominal de 0,45 μm após a filtração de um certo volume de água, enquanto a matéria orgânica dissolvida passa por essa membrana. Geralmente, a concentração de matéria orgânica dissolvida na água do mar é significativamente maior que a concentração de matéria orgânica particulada.
Apenas 10 a 20% da matéria orgânica dissolvida pode ser caracterizada detalhadamente devido a complexidade e dissolução da mistura. A matéria orgânica dissolvida pode ser dividida em alto peso molecular (também denominada de fração coloidal) e baixo peso molecular (chamada de fração verdadeiramente dissolvida). Entretanto, sabe-se que a matéria orgânica aquática é constituída em grande parte por substâncias húmicas que são refratárias, ou seja, moléculas complexas e consequentemente mais difíceis de sofrerem degradação microbiana.[carece de fontes?] Compostos orgânicos lábeis (isto é, fáceis de serem degradados) são constituídos pelas principais classes de compostos bioquímicos como carboidratos, proteínas e lipídios (incluindo esteroides, hidrocarbonetos e ácidos graxos).
A matéria orgânica particulada no oceano consiste em uma mistura de organismos vivos e mortos (incluindo produtos de sua degradação e excreção) juntamente a agregações macroscópicas denominadas de neve marinha. Ela pode ser classificada como grossa (retida em uma peneira com malha de 63 μm) e fina (não retida na peneira de 63 μm, mas retida na membrana de 0,45 μm). A distribuição de matéria orgânica particulada no oceano pode variar em função do espaço (geograficamente, verticalmente) e do tempo (diariamente, sazonalmente), sendo influenciada pelo complexo equilíbrio entre fontes, sumidouros e padrões de circulação oceânica. A matéria orgânica particulada detrítica nos oceanos forma a maior reserva de carbono reduzido do mundo, excedendo em mais de 200 vezes o inventário de carbono da biomassa marinha.

## Matéria orgânica no oceano
Apesar da concentração de matéria orgânica nos oceanos ser inferior a 0,01% da quantidade total de sais, os compostos orgânicos têm grande influência nos processos químicos e biológicos que ocorrem no mar. A matéria orgânica fornece a base nutricional e energética para micro e macroorganismos, influencia na especiação de metais, é precursora dos combustíveis fósseis e controla o crescimento do fitoplâncton. As principais fontes de matéria orgânica para o oceano são:
Produção primária: matéria orgânica autóctone proveniente do fitoplâncton, das macroalgas e das fanerógamas submersas. É a principal fonte de matéria orgânica para o oceano, correspondendo a 90% do total aportado anualmente na coluna de água, sendo que o fitoplâncton contribui com 84,4%. Enquanto parte da matéria é metabolizada para necessidades energéticas do fitoplâncton, parte é assimilada pelo zooplâncton e liberada na coluna de água pela autólise de células mortas ou excretada por organismos.
Continentes: matéria orgânica alóctone proveniente de descargas fluviais com influência do ambiente terrestre ou da percolação de águas subterrâneas, como os lençóis freáticos.
Atmosfera: matéria orgânica alóctone proveniente da deposição seca (pelo ar) ou úmida (promovida pela chuva ou neve), na superfície do oceano, de compostos orgânicos presentes na atmosfera.

### Distribuição da matéria orgânica no oceano
Devido à produção primária no oceano superficial, a concentração de matéria orgânica, de uma forma geral, é consideravelmente maior nesse compartimento do que no oceano profundo. As zonas costeiras apresentam uma maior concentração de matéria orgânica em relação às águas oceânicas superficiais. Apesar de grande inventário global, o carbono orgânico dissolvido está presente em concentrações extremamente baixas no oceano aberto.
| Área            | Dissolvida | Particulada |
| --------------- | ---------- | ----------- |
| Superfície      | 75-150 μM  | 1-17 um     |
| Oceano profundo | 4-75 μM    | 0,2-1,3 μM  |
| Zona costeira   | 60-210 μM  | 4-83 μM     |
| Estuário        | 8-833 μM   | 8-833 μM    |

## Matéria orgânica no solo
No solo, a presença da matéria orgânica pode ser dividida em três constituintes: biomassa viva de microorganismos, resíduos frescos e parcialmente decompostos, e húmus (matéria orgânica em estágio de decomposição avançado).
A principal fonte de matéria orgânica para o solo tem origem vegetal. Plantas mortas em florestas e campos agrícolas entram em processo de decomposição através de uma cadeia trófica onde animais consomem outros animais e vegetais, que por sua vez tem seus resíduos dispostos no meio. Animais, como as minhocas, são responsáveis pelo transporte vertical e horizontal da matéria orgânica no solo. Outras fontes incluem o carvão vegetal e exsudatos de raízes.
A matéria orgânica dos solos é crucial para seu funcionamento, gerando benefícios para a estrutura do solo, agregação de partículas, retenção de água, biodiversidade, absorção e retenção de poluentes, ciclagem e armazenamento de nutrientes, além de funcionar como um grande sumidouro e fonte de carbono.

### Distribuição da matéria orgânica no solo
A concentração de matéria orgânica no solo geralmente varia entre 1 e 6% da massa total da camada superior do solo para a maioria das regiões elevadas.[carece de fontes?] Solos com limites máximos de 1% de matéria orgânica estão em grande parte limitados a regiões de deserto, enquanto áreas úmidas de baixa elevação atingem concentrações de até 90% de matéria orgânica.[carece de fontes?] Solos que contêm 12 a 18% de carbono orgânico em sua composição são classificados como solos orgânicos.